# Jan Pechoušek
Jan Pechoušek (* 4. April 1997) ist ein ehemaliger tschechischer Skilangläufer.

## Werdegang
Pechoušek, der für das Fenix Ski Team Jesenik startete, trat erstmals international im Februar 2015 beim Europäischen Olympischen Winter-Jugendfestival in Steg in Erscheinung. Dort belegte er den 45. Platz über 7,5 km Freistil, den 39. Rang im Sprint und den 36. Platz über 10 km klassisch. Im selben Monat lief er in Nové Město erstmals im Slavic Cup und errang dabei den 20. Platz im Sprint. Seine besten Platzierungen bei den Nordischen Junioren-Skiweltmeisterschaften 2017 in Soldier Hollow waren der 28. Platz im Sprint und der sechste Rang mit der Staffel. Im folgenden Jahr belegte er bei den U23-Weltmeisterschaften in Goms den 54. Platz im Sprint und den 46. Rang über 15 km klassisch. Sein Debüt im Skilanglauf-Weltcup hatte er im Dezember 2018 in Davos, das er auf dem 59. Platz im Sprint beendete. Bei der Tour de Ski 2018/19, die er vorzeitig beendete, holte er bei der Sprintetappe in Toblach mit dem 25. Platz seine ersten Weltcuppunkte. Bei den U23-Weltmeisterschaften 2019 in Lahti lief er auf den 72. Platz über 15 km Freistil, auf den 39. Rang im 30-km-Massenstartrennen und auf den 18. Platz im Sprint und bei den Nordischen Skiweltmeisterschaften 2019 in Seefeld in Tirol auf den 59. Platz im Sprint. Im folgenden Jahr belegte er bei den U23-Weltmeisterschaften in  Oberwiesenthal den 58. Platz über 15 km klassisch und den 27. Rang im Sprint. Bei den Nordischen Skiweltmeisterschaften 2021 in Oberstdorf errang er den 41. Platz im Sprint sowie den 11. Rang mit der Staffel und bei den Olympischen Winterspielen 2022 in Peking den 33. Platz im Sprint sowie den 12. Rang mit der Staffel. Letztmals im Weltcup startete er im Dezember 2021 in Dresden, wobei er den 17. Platz im Teamsprint errang und mit dem 15. Platz im Sprint seine beste Platzierung im Weltcupeinzel erreichen konnte.

## Teilnahmen an Weltmeisterschaften und Olympischen Winterspielen

### Olympische Spiele
- 2022 Peking: 12. Platz Staffel, 33. Platz Sprint Freistil

### Nordische Skiweltmeisterschaften
- 2019 Seefeld in Tirol: 58. Platz Sprint Freistil
- 2021 Oberstdorf: 11. Platz Staffel 41. Platz Sprint klassisch